# 儲材
儲材（1439年—？），字世資，直隸常州府宜興縣人，民籍，明朝政治人物。

## 生平
成化四年（1468年）戊子科應天鄉試第十六名舉人，十七年（1481年）中式辛丑科會試第一百三十一名，三甲第一百二十八名進士。授刑部主事，升員外郎。

## 家族
曾祖儲祖學，教諭；祖父儲宗幹；父儲思祉，貢士 贈中書舍人。前母李氏；母葛氏。永感下。子儲秀。